# Zeromski-Brochwicz

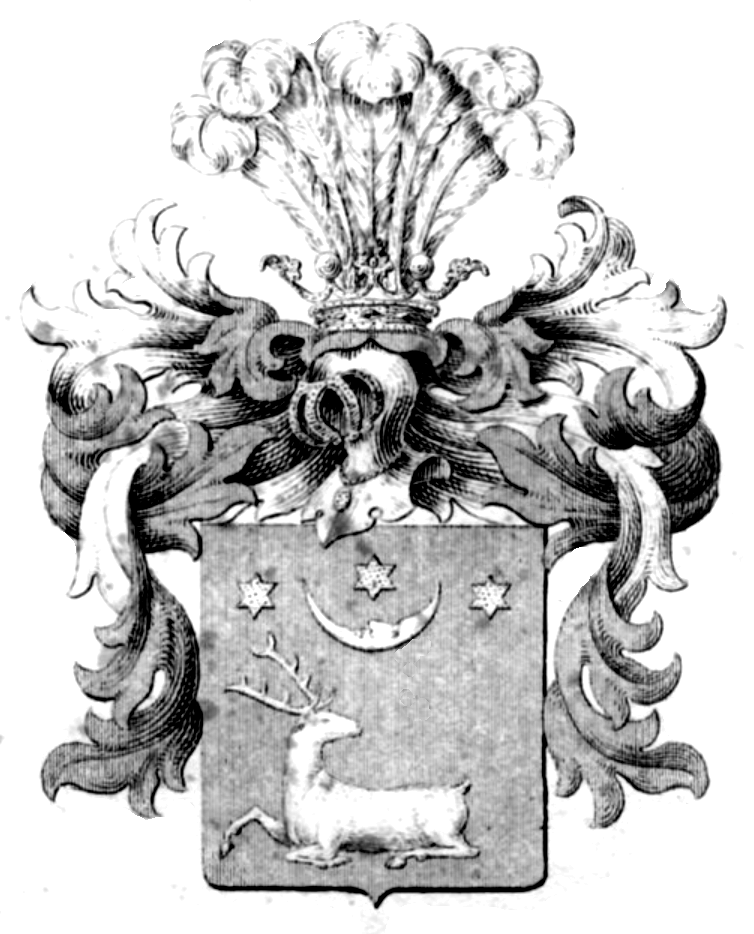
Wappen derer von Zeromski-Brochwicz

Zeromski-Brochwicz ist der Name eines Adelsgeschlechts, das im 18. und 19. Jahrhundert in Hinterpommern lebte.

## Geschichte
Die Familie von Zeromski-Brochwitz wird in deutschen Adelsbüchern erstmals 1761 erwähnt, so auch in der Zusammenstellung adeliger Geschlechter in Pommern von Brüggemann. Der Name Brochwicz kommt aus Polen. Eine polnische Adelsfamilie, die sich in Schlesien ansiedelte, nannte sich dort später Brauchicz und Brauchitsch. Zeromski und Brochwicz sind typische Namensbildungen des polnischen Adels, der Szlachta.

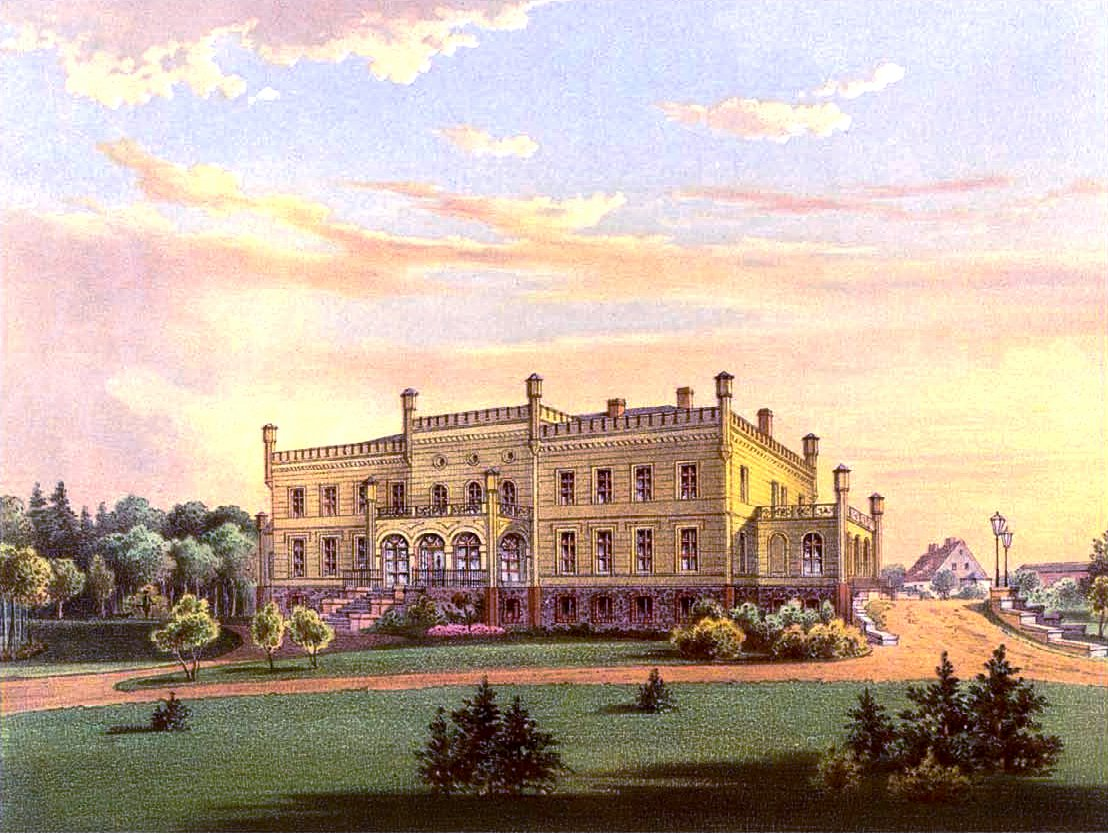
Schloss Jerskewitz um 1860, Sammlung Alexander Duncker

Von 1761 bis 1780 erwarb der Hauptmann Michael Stanislaus von Zeromski (* 1727; † 10. April 1801 in Zeromin) im Stolper Kreis mehrere Güter und bildete das Rittergut Jerskewitz mit beträchtlichen Eichen- und Fichtenholzungen.
Das Gut Jerskewitz (a) sowie die Feldmark Damerow (später Neu-Zeromin genannt) erwarb er 1761 von Hans von Puttkamer und Anna Hedwig, geb. von Woyen für 766 Reichsthaler. Michael Stanislaus von Zeromski war ein Enkel der von Puttkamer. 
1764 beteiligte er sich als Wahlmann bei der polnischen Königswahl von Stanislaus II. August Poniatowski. 
1775 kaufte er Jerskewitz (d) von Johann Wilhelm von Puttkamer und 1780 die Güter Gloddow, Groß Nossin (a) und (b), Jerskewitz (c) und Saviat von August Christian Ludwig von Puttkamer.
Michael Stanislaus Zeromski hatte mit seiner Ehefrau Louise von Puttkamer (* 09.10.1743, † 20.02.1822 in Stolp) fünf Söhne und zwei Töchter. Ihr Sohn, Friedrich Jakob von Zeromski stand 1805 als Capitain im Preußischen Regiment v. Favrat zu Glatz. Er fiel im Jahre 1806 in der Schlacht bei Jena und Auerstedt. Ihr Sohn, Hauptmann Casimir von Zeromski erweiterte das Rittergut um weitere Bauernhöfe.

Schloss Jerskewitz im 19. Jahrhundert

In der nächsten Generation übernahm Leutnant Julius Caesar Gerhard von Zeromski (* 30. März 1803, † 11.08.1851 in Zeromin) das Rittergut Jerskewitz und heiratete am 21. Oktober 1834 in der evangel. Kirche zu St. Marien in Danzig die Comtesse Louise von Klingsporn (* 1810, † 19.08.1847 in Jersekewitz). Das Paar hatte fünf Töchter und einen Sohn Carl Heinrich. Die älteste Tochter Marie Charlotte Friederike (* 19. September 1835) heiratete den Pastor Cyrenius Friedrich Theodor Balfanz in Sageritz und die dritt-älteste Tochter Luise Eleonore Margarethe (* 1. September 1839) heiratete am 4. Oktober 1859. den Pastor Karl Friedrich Wilhelm Köppen in Groß Schlönwitz Die Heirat der Töchter mit Pastoren war kein ungewöhnlicher Vorgang, da in den Adelsfamilien häufig junge Pastoren als Lehrer tätig waren.
Carl Heinrich von Zeromski (* 1836; † 1878), Urenkel des Michael von Zeromski, trat 1862 die Erbfolge für das Gutsareal Jerskewitz und Zeromin an, das damals einen Wert von 46.285 Thaler hatte. 1867 ließ er das Schloss wieder in seinem ursprünglichen Zustand aufbauen (siehe Bild in). Er war seit dem 21. September 1862 mit Klara Louise, geb. Steffen verheiratet. Sie hatten vier Töchter, keinen Sohn. Carl Heinrich war damit der letzte Namensträger dieser Linie von Zeromski.

## Wappen
Das Wappen zeigt im rothen Schild unten einen liegenden Hirsch natürlicher Farbe mit zur Linken gewendetem Kopf und aufgehobenem rechten Vorderfuß; darüber ein silberner, mit den Hörnern in die Höhe gerichteter halber Mond mit Gesicht, an jeder Seite und darüber ein goldener Stern; auf dem gekrönten Helm mit rot-silbernen Decken fünf weiße Straußenfedern.
Eine große Anzahl pommerscher Adelsfamilien haben den Halbmond und Sterne in ihren Wappen, wobei ihre Anordnung und Stellung variieren. Über die Bedeutung dieser Symbole gibt es unterschiedliche Auffassungen. Historiker nehmen an, dass diese Wappen mit goldenen Sternen nach dem Dreißigjährigen Krieg an verdiente und tapfere Mitkämpfer verliehen wurden. Der liegende goldene Halbmond galt als ein Feudalsymbol der deutschen Ordensritter mit vererbbaren Lehen (Gütern).
R. Cramer gibt eine andere Erklärung: Der pommersche und brandenburgische Adel beteiligte sich mit seinen Söhnen an der Seite Polen im Osmanisch-Polnischen Krieg 1620–1621. Zum Zeichen an die erfolgreichen Feldzüge nahmen die Adelshäuser den Mond und die Sterne in ihre Wappen auf. Nach Überlieferungen soll der untenliegende Halbmond die Niederlage der Türken und gegenüber den Polen anzeigen.
Das Wappen der polnischen Adelsfamilie von Brochwicz enthielt einen Hirsch mit rotem Geweih, der als Wappentier schon vor dem Jahre 1300 in polnischen Wappen vorkommt. Der Hirsch im Wappen der Familie von Zeromski-Brochwicz hat dort seinen Ursprung. Die Familie gehörte zur Wappengemeinschaft Brochwicz, zu der über 60 Familien gehörten, die in der Regel nicht miteinander verwandt waren.